# Polypore du pin
Heterobasidion annosum
Espèce
Heterobasidion annosum est une espèce de champignons basidiomycètes de la famille Bondarzewiaceae. Il est considéré comme un des pathogènes forestiers les plus importants de l’hémisphère nord, s’attaquant principalement aux gymnospermes conifères dont le bois représente une industrie globale de près de 370 milliards de dollars américains. Ce champignon a une large aire de répartition au nord de l’équateur, ayant été identifié au Canada, aux États-Unis, au Mexique, dans plusieurs pays d’Europe et jusqu'en Chine et au Japon. Communément appelé la maladie du rond de par ses foyers de mortalité de la même forme, ce pathogène est considéré comme étant le plus économiquement important des forêts tempérées de l’hémisphère nord.

## Identification
Les structures fruitières du champignon, en général nommées sporophores mais spécifiquement nommées basidiocarpes chez les champignons basidiomycètes, sont blanches en bordure et sur leur surface inférieure et leur surface supérieure est brunâtre. Ils sont de forme irrégulière, et peuvent atteindre de 3,5 à 7 cm d’épaisseur et jusqu’à 40 cm de diamètre. Ces structures annuelles sont visibles du mois d’Août jusqu’aux premiers gels, mais sont souvent cachées par la litière de la forêt à la base des arbres. 

## Aire de répartition
H. annosum se retrouve dans tout l’hémisphère nord. Il est commun sur la majorité du territoire américain et mexicain, en Europe, en Russie occidentale et méridionale, en Chine septentrionale, en Inde septentrionale, et au Japon. Au Canada, on retrouve le champignon dans l’ouest et au sud-est du pays dans les provinces de la Colombie-Britannique, de l’Ontario et du Québec.

### Canada
Le polypore du pin a été identifié pour la première fois au Canada en 1955 dans des plantations de pins rouges (Pinus resinosa) de l’Ontario. Au Québec, la maladie du rond a été diagnostiquée dans des plantations de pins rouges de quatre régions administratives. Les premiers cas furent découverts en Outaouais en 1989, puis de nouveaux cas furent identifiés dans les Laurentides et au Centre-du-Québec dans les années 1990, et dans la région de Lanaudière en 2005.

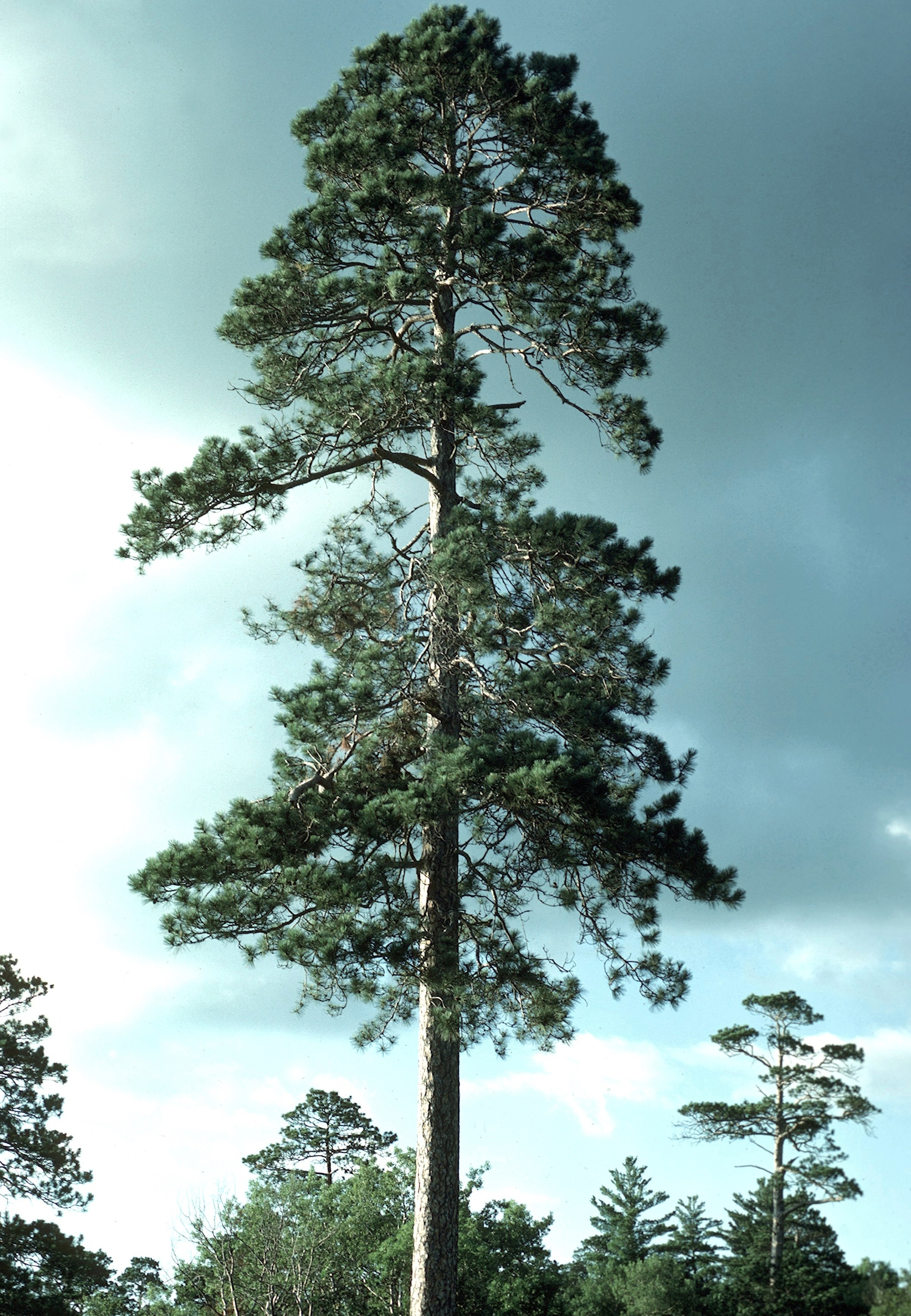
Pin rouge, Pinus resinosa.

## Taxonomie
Ce champignon fut initialement nommé Polyporus annosum par Fries (1821), mais aucune connexion n’a été faite à ce moment-là entre le pathogène et la maladie du rond. En 1874, le mycologue allemand Robert Hartig fit le lien entre H. annosum et la maladie du rond. C’est le botaniste et mycologue allemand Julius Oscar Brefled qui, en 1888, créa le genre Heterobasidion pour le polypore du pin, mais l’espèce conserva son épithète spécifique annosum.

### Synonymes
On ne compte pas moins de 38 synonymes pour ce polypore :
- Boletus annosus (Fr.) Spreng. 1827 (synonyme)
- Boletus cryptarum Bull. 1790 (synonyme)
- Cunninghamella meineckella A.J. Olson 1941 (synonyme)
- Fomes annosus (Fr.) Cooke 1885 (synonyme)
- Fomes annosus f. cryptarum (Bull.) Bondartsev 1935 (synonyme)
- Fomes cryptarum (Bull.) Sacc. 1888 (synonyme)
- Fomitopsis annosa (Fr.) P. Karst. 1881 (synonyme)
- Friesia annosa (Fr.) Lázaro Ibiza 1916 (synonyme)
- Heterobasidion annosum f. cryptarum (Bull.) Domanski, Orlos & Skirg. 1967 (synonyme)
- Heterobasidion annosum f. makraulos (Rostk.) Domanski, Orlos & Skirg. 1967 (synonyme)
- Heterobasidion cryptarum (Bull.) Rauschert 1990 (synonyme)
- Oedocephalum meineckellus (A.J. Olson) Donk 1971 (synonyme)
- Physisporus makraulos (Rostk.) P. Karst. 1882 (synonyme)
- Placodes annosus (Fr.) Quél. 1888 (synonyme)
- Polyporus annosus Fr. 1821 (synonyme)
- Polyporus annosus var. annosus Fr. 1821 (synonyme)
- Polyporus annosus var. subpileatus (Weinm.) Fr. 1838 (synonyme)
- Polyporus cryptarum (Bull.) Fr. 1821 (synonyme)
- Polyporus cryptarum cryptarum (Bull.) Fr. 1821 (synonyme)
- Polyporus fuscus (Lázaro Ibiza) Sacc. & Trotter 1925 (synonyme)
- Polyporus irregularis Underw. 1897 (synonyme)
- Polyporus makraulos Rostk. 1838 (synonyme)
- Polyporus marginatoides E.H.L. Krause 1928 (synonyme)
- Polyporus scoticus Klotzsch 1836 (synonyme)
- Polyporus subpileatus Weinm. 1826 (synonyme)
- Polystictoides fuscus Lázaro Ibiza 1916 (synonyme)
- Polystictus cryptarum (Bull.) W.G. Sm. 1908 (synonyme)
- Poria cryptarum (Bull.) Gray 1821 (synonyme)
- Poria makraulos (Rostk.) Quél. 1886 (synonyme)
- Pycnoporus annosus (Fr.) P. Karst. 1898 (synonyme)
- Scindalma annosum (Fr.) Kuntze 1898 (synonyme)
- Scindalma cryptarum (Bull.) Kuntze 1898 (synonyme)
- Spiniger meineckellus (A.J. Olson) Stalpers 1974 (synonyme)
- Spongioides cryptarum (Bull.) Lázaro Ibiza 1916 (synonyme)
- Trametes annosa (Fr.) G.H. Otth 1863 (synonyme)
- Trametes radiciperda R. Hartig 1874 (synonyme)
- Ungulina annosa (Fr.) Pat. 1900 (synonyme)
- Ungulina annosa f. cryptarum (Bull.) Bourdot & Galzin 1925 (synonyme)
- Ungulina annosa f. makraulos (Rostk.) Bourdot & Galzin 1925 (synonym)

## Phylogéographie
H. annosum a longtemps été considéré comme étant une seule espèce, jusqu’à la découverte de groupes interstériles spécifiques à leurs hôtes,. Ces groupes interstériles, c’est-à-dire incapables de se reproduire sexuellement entre eux, ont été désignés P, S et F selon leurs hôtes de prédilection. De plus, les populations de polypore du pin d’Amérique du Nord et d’Eurasie sont génétiquement distinctes et forment des clades différents. En Europe, le pin sylvestre (Pinus sylvestris) est l’hôte principal du groupe P, l’épicéa commun (Picea abies) celui du groupe S, et le sapin blanc (Abies alba) celui du groupe F. Bien que ces trois groupes interstériles soient des pathogènes spécialistes de certains hôtes, il est commun de les voir s’attaquer à différentes espèces de conifères et même parfois à certains feuillus. En Amérique du Nord, le groupe P s’attaque principalement aux pins des forêts des côtes est et ouest, de la Colombie-Britannique au Mexique, et du Québec à la Floride. Le groupe S n’a été identifié que sur la côte ouest, de l’Alaska à la Californie, où ses hôtes principaux sont les sapins, les pruches, les épinettes, les pins du genre Pseudotsuga et les séquoias géants.

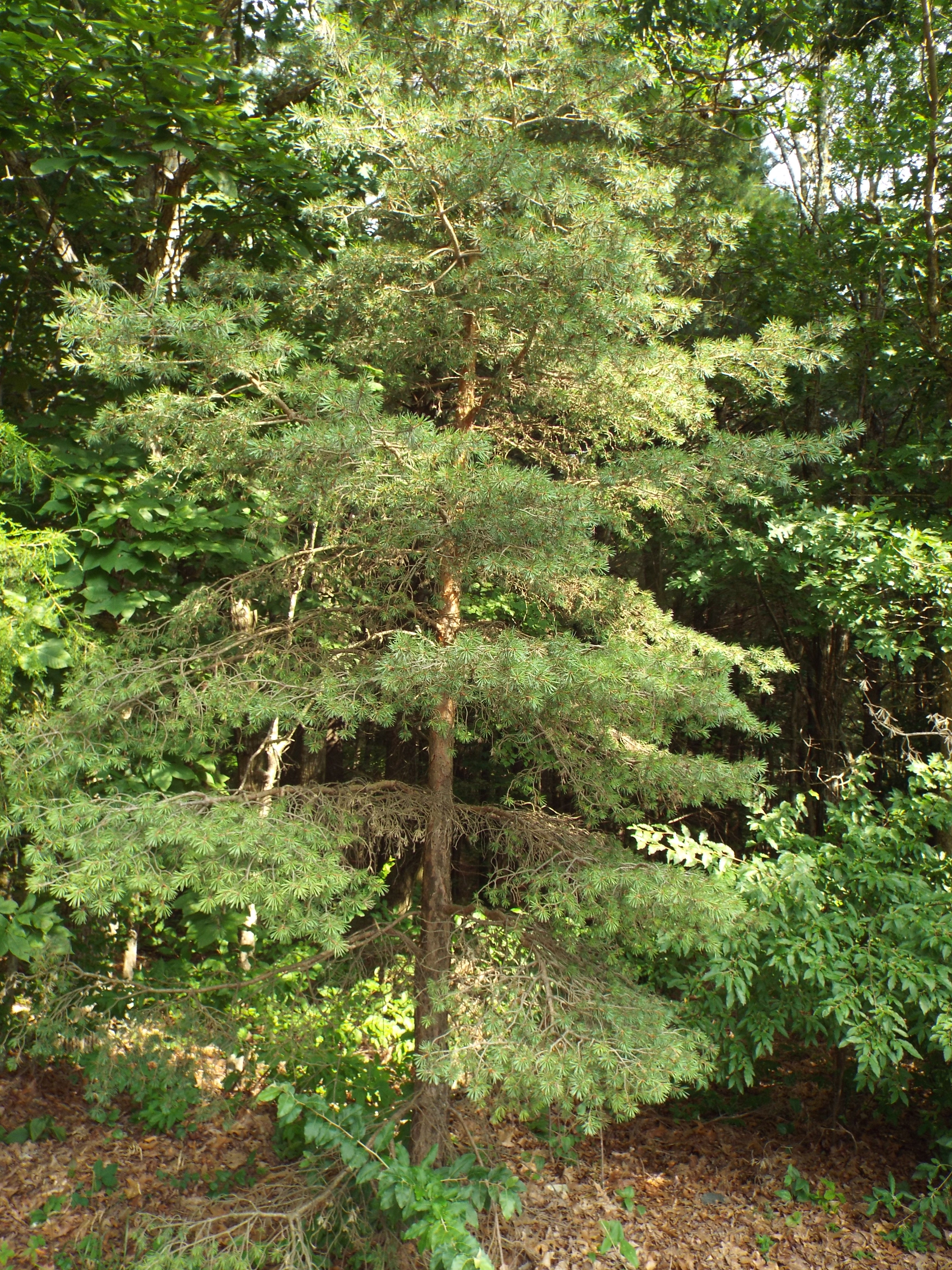
Pin sylvestre, Pinus sylvestris.

## Cycle de vie
Le champignon étant un basidiomycète, il se propage via des basidiospores, des spores microscopiques qui se dispersent par voie aérienne sur de grandes distances. Les spores sont relâchées le plus souvent pendant l’été, lorsque les troncs d’arbres sont le plus susceptible d’infection. Des températures inférieures à 5 °C ou supérieures à 35 °C semblent empêcher l’établissement du champignon sur son hôte.
Lorsqu’une spore trouve un substrat adéquat, soit un tronc de conifère fraîchement coupé ou tombé ou, plus rarement, une blessure sur le tronc d’un conifère, elle commence sa croissance sous forme de mycélium, partie végétative d’un champignon qui prend la forme de filaments tubulaires (hyphes) similaires à des racines de plantes. L’infection peut progresser de 1 mètre par année dans le tronc et 2 mètres par année dans les racines dans de bonnes conditions. Les troncs d’arbres peuvent être vulnérables à l’infection par H. annosum de 1 à 4 semaines après qu’ils ont été coupés ou qu’ils ont tombé.
Le polypore du pin peut vivre pendant plusieurs années sur un arbre sans causer de symptômes. Il peut rester actif et infectieux sur un site pendant plusieurs décennies, et peut donc infecter plusieurs générations d’arbres,.

## Infection et Symptômes
Le champignon se propage soit via ses basidiospores, qui infectent les troncs d’arbres fraîchement coupés ou tombés, ou via contact entre les racines d’un arbre infecté et d’un arbre sain. Dans les premières 24 heures suivant l’installation de spores, les premières structures infectieuses se développent. H. annosum peut avoir pénétré la partie vasculaire des racines de leur hôte, soit via des ouvertures naturelles sur les racines ou via une dégradation enzymatique de la surface des racines, en seulement 10 à 15 jours,.
Le polypore du pin est un champignon pionnier qui supporte mal la compétition. Ses possibilités de germination sont optimales pendant les premières 24 heures après la coupe ou la chute d’un arbre, mais diminuent substantiellement pendant les 2 semaines suivantes, jusqu’à devenir quasi-nulles par la suite.
Les symptômes visuels de l’infection par H. annosum sur les arbres sont peu distinctifs et peuvent être facilement confondus avec d’autres infections fongiques. L’écorce des arbres infectés se décolore, passant généralement du jaune pâle au brun pâle, terminant par des taches de moisissure blanche teintées de noir. Les aiguilles se décolorent également et tombent de l’arbre infecté. Au niveau de la forêt elle-même, des zones de mortalité circulaires indiquent généralement une infection par le polypore du pin, d’où son nom de maladie du rond.

## Intervention et contrôle
Il est possible de se débarrasser d’un pathogène racinaire à tous les stades de son développement, mais il est impossible de soigner un arbre contaminé à cause de lésions internes causées par H. annosum. Il existe par contre plusieurs moyens d’éviter la propagation du pathogène au niveau de la sylviculture elle-même, mais aussi chimiquement et biologiquement.

### Sylviculture
Comme il existe différents degrés de résistance au champignon H. annosum au sein des conifères et que les feuillus sont beaucoup moins susceptibles d’être infectés, il est recommandé d’éviter les monocultures en plantations et de ne pas planter les arbres en trop grande proximité les uns des autres. Planter des espèces peu susceptibles d’être infectées par le champignon dans les plantations peut éventuellement libérer un site infecté,,. Il est aussi possible de se débarrasser de l’infection en retirant tous les troncs d’arbres morts, tombés, coupés, et infectés ainsi que leurs racines, mais ceci doit être effectué rigoureusement afin d’être efficace, car le champignon peut survivre pendant longtemps sur un site et infecter la génération suivante d’arbres qui y seront plantés,. Il est également recommandé d’abattre les arbres pendant la période où le risque d’infection par voir aérienne est le plus faible, c’est-à-dire en hiver, de décembre à mai. 

### Contrôle chimique
Il est possible de prévenir l’infection de troncs coupés ou tombés par H. annosum en imbibant leur surface à découvert de composés à base d’urée ou de borates, qui sont efficaces contre le pathogène,. Les composés à base d’urée fonction en élevant le pH du substrat à un niveau auquel les spores de H. annosum ne peuvent pas germiner et auquel le mycélium est incapable de survivre.
L’utilisation de composés à base d’urée et de borates pose cependant certains problèmes environnementaux, car ils causent de graves dommages aux espèces végétales communes au niveau du sol. Les traitements à base d’urée ont également d’importants effets sur la structure des communautés fongiques sur les troncs d’arbres fraîchement coupés ou tombés, diminuant grandement la quantité de champignons zygomycètes et éliminant presque complètement les basidiomycètes.

### Contrôle biologique
Une alternative au contrôle chimique, le contrôle biologique a été suggéré comme approche pour limiter la propagation aérienne du pathogène H. annosum via l’introduction sur les troncs d’arbres fraîchement coupés ou tombés de compétiteurs ou antagonistes fongiques. Cette approche est par contre relativement nouvelle et peu étudiée. 